# Hydropsalis torquata
Hydropsalis torquata là một loài chim trong họ Caprimulgidae.